# Мало Бучино
Ма̀ло Бу̀чино е село в Област София. Намиращ на юг от Иваняне и Банкя. Населението му е около 837 души (15 март 2024).

## География
Мало Бучино е разположено на 748 м надморска височина на североизточните склонове на планината Люлин, като на около километър югозападно от селото се намира връх Петреви орници (1102 м). Разстоянието до центъра на съседния град Банкя е 3 км в северозападна посока, а до центъра/пл. Независимост/ на София – 16 км на изток.
Югозападно от селото билото на Люлин се пресича от седловината Бучин проход, през която преминава автомагистрала „Струма“, заобикаляща селото от север и запад. От отсрещната страна на седловината се намира село Големо Бучино. На север от Мало Бучино, непосредствено над съседното село Иваняне, е изграден микроязовир. В южната част на селото е обособена вилна зона, а южно от нея е защитената местност „Еленина бара“. От селото започва еко-пътека „Алея на здравето“, която преминава през параклис „Вси Светии“ от там се продължава към Горнобански манастир „Свети Свети Кирил и Методий“ и хижа „Бонсови поляни“, след която следва края на пътеката спирка „в.з. Люлин“, на който спира автобусна линия 103. Селото се обслужва от 1 автобусна линия: 56.

## История
Мало Бучино преди е било река. Историята започва по време на османската власт, когато всички хора били избити. Имало четирима братя които не могли повече да гледат как хората страдали. Затова те тръгнали към Люлин планина, там да намерят помощ. По-малкият брат тръгнал с десетима души, а другите двама отишли в Бучино (сегашното село Голямо Бучино). Малкият брат стигнал до реката (днешното село Мало Бучино). След като се били и когато спечелили малкият брат бил убит. Бил е на 45 години. За да го почетат, кръщават селото на него. А средният му брат умира от куршум в главата. По-големият им брат спасява хората от Бучино. Но той бил ранен и умира от загуба на кръв и тогава хората прекръстват Бучино – в Големо Бучино. Хората от Мало Бучино вярвали в Бог. Затова 223 души се изгарят в черквата на селото. Те така се спасяват да не бъдат убити.

## Население
Населението на селото към 2022 година е повече от 800 човека - растеж спрямо 2016 г., когато са били над 600. В селото няма малцинства.

## Управление
В селото има функциониращо кметство и се правят постоянни срещи с район Овча Купел, към който е и самото село.
Има постоянен пост на МВР.

## Инфраструктура
Нови пътища като автомагистрала Люлин, отбивка „Мало Бучино“ (6 км до София) и нов път през кв. Суходол (8 км до София), за който не се изисква винетка. През същия път, пресичащ селото, е и единствения достъп за Големо Бучино откъм София. Същия път продължава към Перник, така че е това е достъпът и откъм този град. През зимата се почиства редовно от общината като няма проблем с придвижването колкото и сняг да има.
През землището на селото преминава автомагистрала „Люлин“.

## Култура

### Редовни събития
- Ежегоден събор на селото, провеждащ се последната неделя на юли месец.
- Летен „Drum&Bass“ фест.
- Есенен ден на сламата.